# Vervoersrecht
Vervoersrecht omvat het recht met betrekking tot overeenkomsten van goederen- en personenvervoer.
Als de bij de overeenkomst betrokken partijen uit verschillende landen afkomstig zijn, of als de uitvoering van de overeenkomst zich in een ander land afspeelt, dan wordt de toepasselijkheid van de verschillende nationale wetten geregeld door het Internationaal privaatrecht (IPR).
Omdat vervoer kan plaatsvinden door de lucht, over water en over land zijn voor deze verschillende modaliteiten verschillende verdragen van toepassing. In deze verdragen staan bepalingen over onder andere de vervoersovereenkomst, aansprakelijkheid van de vervoerder en vorderingen bij verlies of beschadiging van de vervoerde zaken.

## Internationale verdragen (breder dan de EU)
- Het internationaal vervoer van goederen over de weg:
  - CMR
- Het internationaal vervoer over zee:
  - Haagse Regels in het Brusselse Cognossementsverdrag van 1924
  - Hague-Visby Rules
  - Hamburg Rules, wijziging op de Hague-Visby Rules, echter niet door alle landen erkend
- Het internationaal luchtvervoer:
  - Verdrag van Warschau (1929)
  - Protocol van Den Haag 1955, als aanvulling op het Verdrag van Warschau
  - Montreal 4 protocol (1975), aanvulling op verdrag van Warschau en Protocol van Den Haag
  - Verdrag van Montréal
- Het internationaal spoorvervoer:
  - COTIF, voorheen Verdrag van Bern
- De binnenvaart:
  - Herziene Rijnvaartakte
  - Verdrag van Boedapest inzake de overeenkomst voor het vervoer van goederen over de binnenwateren van 2001 (CMNI).

## Europese Unie
Er zijn talloze verordeningen en richtlijnen, onder andere voor:
- communautair vervoer
- douane
- overbrenging van afvalstoffen
- rijbewijzen
- rij- en rusttijden
- vervoer van levende dieren

## Nederlandse wetgeving en standaardvoorwaarden
- Algemene Vervoerscondities 2002 (AVC 2002), bij nationaal wegtransport
- Wet luchtvervoer
- Algemene Voorwaarden voor Verhuizingen 2006 (AVvV 2006)
- Postwet
- Algemeen Reglement Vervoer (voor spoorvervoer)

## België
- De vervoerscondities bij nationaal wegtransport zijn dezelfde als die van de CMR
- Vervoerswet (Wet van 15 juli 2013 betreffende het goederenvervoer over de weg)